# Suarez Nunatak
Suarez Nunatak è un nunatak, picco roccioso isolato, alto 830 m, situato 9 km a nordovest del Monte Ferrara, nelle Panzarini Hills dell'Argentina Range, nei Monti Pensacola, in Antartide. 
Il nunatak è stato mappato dall'United States Geological Survey (USGS) sulla base di rilevazioni e foto aeree scattate dalla U.S. Navy nel periodo 1956-67.
La denominazione è stata assegnata dall'Advisory Committee on Antarctic Names (US-ACAN), in onore di Jorge Suarez, capitano delle Forze armate argentine, responsabile della Stazione Ellsworth nel periodo 1959-61.